# Shibīn al Qanāţir
Shibīn al Qanāţir är en ort i Egypten.   Den ligger i guvernementet Al-Qalyubiyya, i den norra delen av landet, 29 km norr om huvudstaden Kairo. Shibīn al Qanāţir ligger 20 meter över havet och antalet invånare är 56 872.
Terrängen runt Shibīn al Qanāţir är mycket platt. Runt Shibīn al Qanāţir är det mycket tätbefolkat, med 2 103 invånare per kvadratkilometer. Närmaste större samhälle är Qalyub, 18,4 km sydväst om Shibīn al Qanāţir. Trakten runt Shibīn al Qanāţir består till största delen av jordbruksmark.